# 1050
| Calendário gregoriano                                                        | 1050 ML                                              |
| Ab urbe condita                                                              | 1803                                                 |
| Calendário arménio                                                           | 499 – 500                                            |
| Calendário bahá'í                                                            | -794 – -793                                          |
| Calendário budista                                                           | 1594                                                 |
| Calendário chinês                                                            | 3746 – 3747 Início a 26 de janeiro (aproximadamente) |
| Calendário copta                                                             | 766 – 767                                            |
| Calendário etíope                                                            | 1042 – 1043                                          |
| Calendários hindus - Vikram Samvat - Calendário nacional indiano - Cáli Iuga | 1105 – 1106 971 – 972 4150 – 4151                    |
| Calendário Holoceno                                                          | 11050                                                |
| Calendário islâmico                                                          | 441 – 442                                            |
| Calendário judaico                                                           | 4810 – 4811                                          |
| Calendário persa                                                             | 428 – 429                                            |
| Calendário rúnico                                                            | 1300                                                 |
| Calendário solar tailandês                                                   | 1593                                                 |

1050 (ML, na numeração romana) foi um ano comum do século XI do Calendário Juliano, da Era de Cristo, e a sua letra dominical foi G (52 semanas), teve início numa segunda-feira e terminou também numa segunda-feira.
No território que viria a ser o reino de Portugal estava em vigor a Era de César que já contava 1088 anos.
| Ano completo                         |
| ------------------------------------ |
| Ano comum com início à segunda-feira |

## Eventos
- Leofrico torna-se Bispo de Exeter.
- Nuno Mendes recebe o título de 7º Conde de Portucale e último na linha de sucessão da Casa de Vímara Peres.

## Nascimentos
- 11 de Novembro - Henrique IV, Sacro Imperador Romano-Germânico.
- Monio Ermiges, senhor de Ribadouro.
- Bosão II de Châtellerault (m. 1092).
- Teodorico II da Lorena m. 1115, foi duque da Lorena.
- Gaucher I de Châtillon, Senhor de Châtillon m. 1096.
- Fastre de Oisy, de Senhor de Oisy, Vogt e Doornick m. 1093.
- Frederico I da Suábia m. 1105, foi duque da Suábia.
- Lope Íñiguez, foi o 2º senhor da Biscaia, m. 1093.
- Andrónico Ângelo, foi um general grego, m. 1118.

## Mortes
- Zoé Porfirogênita - Imperatriz bizantina
- O 6º conde portucalense Mendos Nunes morre em combate.
- Gomez Gonzalez foi Governador de Pancorbo, Espanha e Porta-estandarte real.